# Thayawthadangyi
Thayawthadangyi (também escrito Thayawthadangyi Kyun; antes chamada Ilha Elphinstone) é uma ilha no arquipélago de Mergui, a sul da Birmânia (Mianmar). Tem 120 km² de área e a altitude máxima é de 533 metros. Administrativamente integra a Região de Tanintharyi. Situa-se no Mar de Andamão frente à costa occidental da Península de Malaca.